# Minecraft Dungeons
Minecraft Dungeons – przygodowa gra akcji z elementami fabularnymi stworzona przez Mojang Studios i wydana przez Xbox Game Studios 26 maja 2020. Jest dostępna na Microsoft Windows, Nintendo Switch, PlayStation 4, Xbox One oraz Xbox Series. Grę oparto na silniku Unreal Engine 4.

## Rozgrywka
W przeciwieństwie do Minecrafta, w grze nie ma otwartego świata ani możliwości budowania. Lochy są generowane proceduralnie, wypełnione pułapkami i potworami. Minecraft Dungeons jako jedna z niewielu gier tego typu, nie ma systemu klas. Grać można w pojedynkę lub ze znajomymi – maksymalnie do czterech osób. Celem gry jest uratowanie mieszkańców wioski i pokonanie Arch-Illagera.

## Dodatki
| Tytuł                | Data wydania    | Opis |
| -------------------- | --------------- | --- |
| Jungle Awakens       | 1 lipca 2020    | Dodatek Jungle Awakens rozszerzył grę o trzy misje, nowe miejsca i wyposażenie. W tym samym dniu wydano aktualizację zawierającą nowy loch i zmiany w balansie rozgrywki. |
| Creeping Winter      | 8 września 2020 | Drugi dodatek, który zawiera trzy misje, nowe miejsca i przedmioty. Wraz z nim gracze otrzymali darmową aktualizację, wprowadzającą m.in. kowala i codzienne wyzwania. |
| Howling Peaks        | 9 grudnia 2020  | Rozszerza grę o trzy misje, nowe mapy i przedmioty. W przeciwieństwie do poprzednich dwóch dodatków, Howling Peaks nie jest zawarty w przepustce Hero Pass. Zamiast tego została wydana nowa przepustka sezonowa, która zawiera kolejne cztery dodatki.                                                                           |
| Flames of the Nether | 24 lutego 2021  | Twórcy określają rozszerzenie jako najambitniejsze DLC w Minecraft Dungeons. Zawiera sześć misji, nowe mapy i przedmioty. W tym dodatku znajdują się również dwie skórki oraz zwierzę zwane ghastem. Jest zawarty w przepustce sezonowej. Wraz z nim pojawiła się darmowa aktualizacja, wprowadzająca m.in. starożytne polowania. |

## Odbiór
Gra spotkała się z mieszanymi reakcjami krytyków, uzyskując w wersji na Microsoft Windows średnią z 52 ocen wynoszącą 70/100 punktów według agregatora Metacritic.